# Jan Hirkan I
     sytuacja w 134 p.n.e.
     tereny podbite

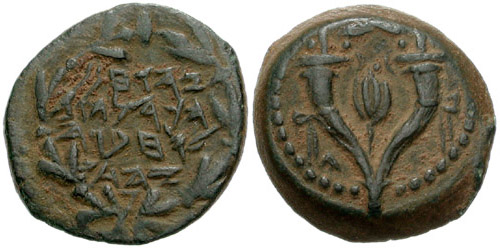
Moneta Jana Hirkana I

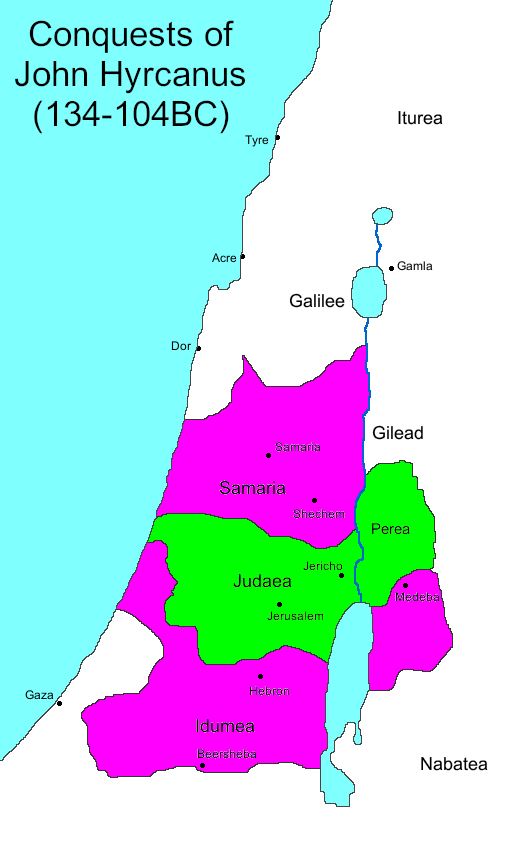
Państwo Machabeuszy za Jana Hirkana I
sytuacja w 134 p.n.e.
tereny podbite

Jan Hirkan I (zm. 104 p.n.e.) – etnarcha Judei i arcykapłan od 135 p.n.e. z dynastii Hasmoneuszy. Jego pseudonim „Hirkan” został mu nadany po dojściu do władzy.

## Pochodzenie
Jan Hirkan I był trzecim synem Szymona Machabeusza – jednego z inicjatorów antysyryjskiego powstania machabejskiego, którego historia została spisana w 1 i 2 Księdze Machabejskiej. Przejął on po swoim ojcu tytuł arcykapłański i godność etnarchy. Jan był nieobecny na uczcie urządzonej przez zięcia Szymona, na której został on podstępnie zamordowany razem z dwoma swoimi synami, a braćmi Jana: Judą i Matatiaszem (według Flawiusza zginęli oni później). Przybranie przez niego greckiego imienia Hirkan było pierwszym krokiem od odejścia od charakterystycznej dla machabeuszy postawy antyhelenistycznej. Odtąd kolejni władcy z dynastii hasmonejskiej przybierali greckie imiona. Jan Hirkan I nigdy nie przybrał tytułu królewskiego z tej racji, że Żydzi uważali, że jedynym królem Izraela może być tylko potomek Dawida w prostej linii. Dopiero jeden z jego synów Arystobul I zerwał z tą tradycją.

## Początki panowania. Oblężenie Jerozolimy
Według 1 Mch Szymon Machabeusz i jego dwaj synowie zginęli nagle, zamordowani podstępnie przez Ptolemeusza w czasie uczty w warowni Dok. Jednak Józef Flawiusz w swojej „Wojnie Żydowskiej” stwierdził, że zginął wtedy tylko Szymon, a jego żona i dwaj synowie zostali uwięzieni. Pisze on:
[..] Tymczasem Hirkan objął urząd arcykapłański i po złożeniu ofiary Bogu śpiesznie ruszył na Ptolemeusza, pragnąc przyjść z pomocą swej matce i braciom. Kiedy szturmował twierdzę, miał ogólnie przewagę, lecz słabą jego strona było uleganie szlachetnym uczuciom. Otóż Ptolemeusz, ilekroć był już bliski poddania się, wyprowadzał matkę i braci na dobrze widoczne miejsce na murze i katował ich, grożąc przy tym, że strąci ich w dół, jeśli Hirkan natychmiast się nie oddali. Na ten widok nad gniewem Hirkana górę brały uczucia litości i lęku. Lecz matka, której ducha nie zmogły ani tortury, ani groźba śmierci, wyciągając ręce zaklinała syna, aby nie dał się żadną miarą zmiękczyć zadawanym jej gwałtem i nie oszczędzał bezbożnika. Milsza będzie bowiem jej śmierć z ręki Ptolemeusza niż życie wieczne, jeśli tylko on poniesie karę za zło, które wyrządził ich domowi. Kiedy więc Jan był pod wrażeniem mężnej postawy matki i słuchał jej błagania, rwał się do szturmu, lecz znów, gdy miał przed oczyma katusze i udręki, jakie znosiła, mięknął i nie mógł się oprzeć przygnębieniu. Tak przeciągało się oblężenie, aż nadszedł rok spoczynku, który Żydzi święcą co siedem lat, tak jak siódmy dzień tygodnia. Uwolniony takim sposobem od oblężenia Ptolemeusz zabił braci Jana wraz z jego matką i zbiegł do Zenona o przydomku Kotylas.
Natomiast Antioch VII Sidetes zaatakował Judeę, złupił wsie leżące koło Jerozolimy, którą zaczął oblegać, o czym Flawiusz tak pisze:
Rozwścieczony ciosem zadanym mu przez Szymona, Antioch poprowadził swoje wojsko na Judeę i rozłożywszy się pod Jerozolimą, począł oblegać Hirkana. Ten zaś otworzył grób Dawida, który był najbogatszy z królów, i zabrał stamtąd skarb wartości ponad trzech tysięcy talentów. Z sumy tej wypłacił Antiochowi trzysta talentów i skłonił go do zaniechania oblężenia, a za pozostałą część zaczął, jako pierwszy wśród Żydów, utrzymywać wojska najemne.
Jednak według Antiq 13,249 Hirkan otworzył grób Dawida dopiero po oddaleniu się wojska i wyjednaniu rozejmu z Antiochem. Tak więc początki panowanie Jana Hirkana I były bardzo niekorzystne dla młodego, niedoświadczonego władcy. Znacząco spadła wtedy jego popularność między innymi z powodu wypędzenie z Jerozolimy ludności cywilnej w czasie oblężenie z powodu ciężkich warunków. Otwierając grób Dawida został przez niektórych oskarżony o obrazę obowiązków arcykapłana. Tymczasem gospodarka Izraela była wyczerpana środkami zużytymi w czasie oblężenia.

## Dalsze rządy
Jan Hirkan I wsparł Antiocha w czasie jego wyprawy na Partów. Kiedy Antioch poległ w jednej ze swoich bitew z nimi Jan napadł na Syrię. Wracający z wygnania Demetriusz III nie mógł już uzyskać kontroli nad Judeą. Później Syria rozpadła się na kilka krajów. Korzystając z tego Hirkan zrzucił całkowicie zwierzchność syryjską z Izraela i powiększył terytorium swego państwa. Korzystając z pieniędzy uzyskanych z grobu Dawida zaczął utrzymywać armię złożoną z najemników. Fundusze zebrane z podatków były jeszcze za małe, by poradzić sobie z jej utrzymywaniem. Pierwszym terenem podbitym przez Hirkana była Transjordania. Po trwającym dziewięć miesięcy oblężeniu opanował on Medebę, po czym wyruszył w kierunku Sychem. W 111–10 r. p.n.e. zmniejszył on znacząco rozmiary Sychem, a samarytańską świątynię leżąca nad Garizim zburzył. Umożliwiło to poprawę wizerunku Jana Hirkana I u wielu wspólnot religijnych, które nie akceptowały żadnych wspólnych miejsc kultu poza Jerozolimą. Następnie przyłączył on do państwa izraelskiego Idumeę, w której opanował Marisę, Adorę i wiele innych miast. W 113 r. przed naszą erą Jan rozpoczął kolejną kampanię przeciwko Samarii. Jego dwaj synowie – Arystobul i Antygon rozpoczęli oblężenie Samarii. Oblężeni wezwali na pomoc Antiocha IX Kyzikenosa, który wysłał im 6000 żołnierzy. Oblężenie trwało długi i było kosztowne, jednak ostatecznie Samaria została pokonana. Hirkanowi udało się zająć Scytopolis. Macedończycy mieszkający na obszarze Samarii stali się niewolnikami. Nie zostali natomiast nimi mieszkańcy Samarii czczący Jahwe i będący Izraelitami. Pod koniec trzydziestoletnich rządów Jana Hirkana I jego królestwo rywalizowało wielkością z tym istniejącym za czasów Salomona.

## Ekonomia, układy z innymi państwami i religia
Na początku swoich rządów Jan Hirkan I miał kłopoty ekonomiczne. Po śmierci Antiocha VII Sidetesa i później jego sytuacja znacząco się poprawiła. Nie musiał już płacić daniny i zaczął wybijać własną monetę. Odbudował mury zburzone przez Antiocha, ponadto wybudował w Judei warownie Baris i ewentualnie w okolicach Hirkanii. W czasie swojego panowania dwukrotnie odnowił przymierze z Rzymianami i uzyskał od nich potwierdzenie niezależności Judei. Wspomagał także działania wojenne Rzymu. Utrzymywał dobre stosunki z Egiptem i został uczczony przez Ateny i Pergamon.
W pobliżu Betlejem znaleziono sześćdziesiąt dwie monety pochodzące z czasów Hirkana, o czym świadczy inskrypcja brzmiąca „Arcykapłan Yohanan”. Inny widoczny na nich napis oznacza „zgromadzenie Żydów”. Świadczy to, że nie sprawował on władzy despotycznej, lecz dzielił ją ze Zgromadzeniem i musiał liczyć się z jego zdaniem. Z powodu nieobecności na wspomnianych tu monetach rysunków zwierząt i ludzi sugeruje się, że Jan Hirkan I wytrwał w zakazie kultu bożków. Znany jest jeden przypadek jego konfliktu z faryzeuszami, którzy krytykowali jego podwójną władzę jako arcykapłana i władcy o czym wzmiankuje Józef Flawiusz. Miało to spowodować utratę ich wpływów oraz polepszenie się pozycji saduceuszy. Jednak istnieje kilka powodów aby wątpić relacjom Józefa. Wszystko wskazuje, że faryzeusze nie posiadali żadnych wpływów aż do czasu Salome, a monety odkryte wokół Betlejem przeczą jakoby Hirkan dzierżył władzę absolutną. Prawdopodobnie Flawiusz chciał opisując to zajście podwyższyć status faryzeuszy z którymi był związany za dynastii hasmonejskiej. Pod koniec życia Hirkan dokonał rozdziału władzy zostawiając władanie nad państwem swojej żonie, a syna Arystobula I ustanawiając arcykapłanem. Józef Flawiusz tak podsumowuje w „Wojnie żydowskiej” panowanie Hirkana:
Resztę swoich dni Jan dokonał w szczęśliwych okolicznościach i po wspaniałych rządach, które sprawował pełne trzydzieści lat, zmarł pozostawiając pięciu synów. Zasługuje on na miano prawdziwie szczęśliwego i nie było, jeśli chodzi o jego osobę, żadnego powodu do uskarżania się na los. Sam bowiem skupił w swojej osobie dające mu bezwzględną przewagę zakresy działania: najwyższą władzę, urząd arcykapłański i dar proroczy. Bóg bowiem mówił do niego i dlatego żadne z przyszłych wydarzeń nie były przed nim zakryte. On też przewidział i przepowiedział, że jego dwaj starsi synowie nie utrzymają się przy władzy. Warto opowiedzieć o ich tragicznym losie i pokazać, jak daleko im było do szczęścia swego ojca.

## Współczesne nawiązania do postaci Jana Hirkana I
Kilka miast izraelskich w tym Tel Awiw ma ulice o nazwach nadanych na cześć Jana Hirkana I. W latach dwudziestych dwudziestego wieku syjoniści wychwalali kilku biblijnych władców Izraela w tym Hirkana jako walecznych i potężnych.